# Fonti e storiografia su Publio Cornelio Scipione

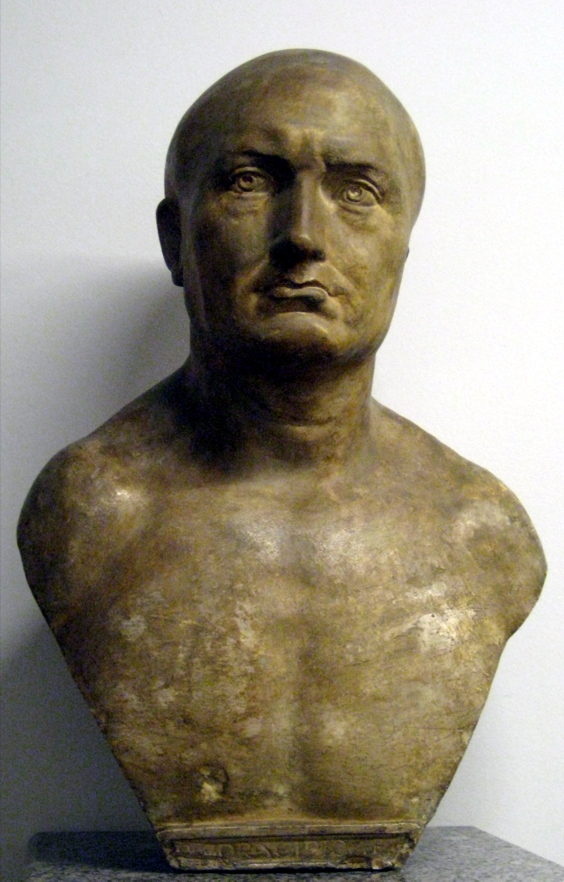
Un busto ritenuto di Scipione Africano

Per fonti e storiografia su Publio Cornelio Scipione si intendono le principali fonti (letterarie, numismatiche, archeologiche, ecc.) contemporanee alla vita del console romano, nonché la descrizione degli eventi di quel periodo e l'interpretazione datane dagli storici, formulandone un chiaro resoconto (logos), grazie anche all'utilizzo di più discipline ausiliarie.

## Fonti biografiche
Le principali fonti per la vita e il ruolo di Scipione Africano sono rappresentate da Polibio (Storie), Tito Livio (Ab Urbe condita libri), Appiano di Alessandria (Historia romana), Cassio Dione Cocceiano (Historia romana), Velleio Patercolo (Historiae Romanae ad M. Vinicium consulem libri duo), oltre alle biografie di Plutarco su Fabio Massimo, Claudio Marcello e a quella su Annibale di Cornelio Nepote (De viris illustribus).

## Giudizi storici

### Scipione Africano nella storiografia antica
Di lui Tito Livio racconta che:
(Livio, XXVI, 19.4-6.)
Polibio, grande amico di Scipione l'Emiliano, nel descrivere l'indole ed il modo di comportarsi del fratello Scipione l'Africano, sostiene che egli:
(Polibio, X, 2.2-5.)
Lo storico greco ritiene invece che Scipione fosse estremamente riflessivo e dotato di grande intelligenza. E aggiunge:
(Polibio, X, 2.8-10.)
E ancora di lui pensava fosse benefico e magnanimo,
(Polibio, X, 3.1-2.)
Polibio, che aveva la possibilità di consultare l'archivio epistolare della famiglia degli Scipioni, ebbe modo di leggere una lettera di Scipione l'Africano a Filippo V di Macedonia che gli diede modo di confutare quegli storici che credevano che Publio avesse ottenuto i suoi successi, come ad esempio la conquista di Nova Carthago nel 209, non tanto per le sue qualità , quanto per intervento degli Dei e della Fortuna.
Aulo Gellio, nelle Notti Attiche, diede una valutazione di Scipione, mettendo in risalto una straordinaria consapevolezza di se del generale romano : Scipio Africanus, coscientia sui subnixus “ - Notti Attiche libro IV ; 18,1-

### Storiografia successiva
Di lui lo Scullard riferisce che, una volta nominato comandante in capo con imperium delle forze in Spagna a soli venticinque anni, egli si rivelò non solo «coraggioso, intraprendente, sicuro di sé e saggio», ma anche con una «straordinaria capacità di ispirare fiducia negli altri. La sua natura aveva nello stesso tempo le caratteristiche dell'uomo d'azione e qualcosa di mistico e di religioso». Il suo entusiasmo era, inoltre, accompagnato sia dalla cultura greca, sia dal senso pratico tipico dei Romani.